# How Ya Doin'?
Singles par Little Mix
Change Your Life
(2013) Move
(2013)
Singles par Missy Elliott
Nobody's Perfect
(2012) Without Me
(2013)
How Ya Doin'? est une chanson du groupe britannique Little Mix en duo avec la rappeuse américaine Missy Elliott, sortie le 15 avril 2013 et publiée sur l'album DNA. 

## Contexte
La chanson contient des samples de Help Is on the Way de The Whatnauts, composé par James Carter, et de Name and Number de Curiosity Killed the Cat, écrit par Glenn Skinner, Ben Volpeliere-Pierrot, Nicholas Thorp, Julian Brookhouse et Miguel Drummond. Le concept des samples est une idée de Guy Langley, responsable des artistes et du répertoire chez Syco Music, qui entend Name and Number lors d'une fête. Il se souvient : « Depuis le début, le mantra des filles est de faire référence aux harmonies de groupes comme En Vogue ; l'idée des répondeurs téléphoniques était sciemment rétroactive ». Les couplets sont écrits par Shaznay Lewis et les membres du groupe Little Mix. Concernant, le processus d'écriture, Jesy Nelson indique : « Nous aimons les musiques old-school et nous voulons le mettre au goût du jour ». Le groupe aime le titre parce que leurs parents reconnaissent les samples, et veulent que leur musique plaise à un public plus âgé. Lorsque la liste des titres du premier album est annoncée en septembre 2012, le rappeur britannique Slick Rick devait figurer sur How Ya Doin' ?. Cependant, il hésite puis refuse de collaborer avant la sortie de l'album. 

## Sortie
Le groupe annonce, lors d'une interview pour Digital Spy le 11 mars 2013 que la chanson est la dernière de la promotion pour l'album DNA. Pour sa sortie, la chanson est remixée pour y inclure des voix nouvellement enregistrées par le groupe et un couplet de la rappeuse américaine Missy Elliott,. Le son est arrangé car la rappeuse chante de son côté, seule dans un studio à Los Angeles. Nelson, qui cite Elliott comme étant une collaboration de rêve dans des interviews de presse, révèle avoir pleuré toutes les larmes de son corps lorsque la rappeuse a accepté de participer au morceau. Elle se souvient : « Dès que nous avons pensé qu'il y avait une chance qu'elle apparaisse sur le morceau, nous avons littéralement fait tout ce que nous pouvions pour que cela se produise ».

## Clip
Réalisé par Carly Cussen, le tournage se déroule dans l'est de Londres au mois de mars 2013. Little Mix publie quelques teasers et fait un compte à rebours pour la date de sortie. Elles décrivent la vidéo comme étant « très colorée, très old school avec beaucoup de danse ». La vidéo est publiée le 4 avril 2013 sur leur chaîne officielle YouTube. Le clip montre les filles dans différents décors et dans différents vêtements colorés tout en dansant et en chantant sur la chanson. Missy Elliott est ensuite montrée dans une tenue orange ornée de diamants alors qu'elle interprète ses couplets de rap via un téléphone avant de couper le cordon du téléphone. 

## Certification
| Pays        | Certification | Ventes  | Référence |
| ----------- | ------------- | ------- | --------- |
| Australie   | Or            | 35 000  | [ 13 ]    |
| Royaume-Uni | Argent        | 200 000 | [ 14 ]    |